# Comiendo fuego
Comiendo fuego es el sexto álbum de estudio de la banda de rock chilena, Lucybell, lanzado el año 2006. Fue producido por Adam Moseley y Lucybell. El disco se empezó a grabar en Los Estudios Foncea, en Santiago de Chile, se masterizó en los estudios Panda en Buenos Aires, Argentina y se mezcló en los Estudios The Boat, en Los Ángeles, California, en los Estados Unidos.
Lucybell al firmar con Warner Music México se transforma en el segundo grupo de rock chileno en hacerlo, después de La Ley.
Es el primer disco con el nuevo baterista de Lucybell, Cote Foncea, tras la partida del histórico baterista de Lucybell, Francisco González. El sonido de este disco es más rápido, más roquero, con líricas más sencillas y menos electrónico, comparado con otros álbumes de la banda.
Para el 30 de enero de 2007, lanzarían en Edición Especial Comiendo + Fuego, conteniendo material adicional inédito, al ya publicado. En formato físico (CD+DVD) y digital (CD+tres pistas adicionales).

## Listado de canciones
- Todos los temas por Lucybell. Letras por Claudio Valenzuela.

| CD    |                             |          |  |
| N.º   | Título                      | Duración |  |
| 1.    | «Fe»                        | 03:21    |  |
| 2.    | «Eternidad»                 | 04:02    |  |
| 3.    | «A perderse»                | 03:20    |  |
| 4.    | «¿Por qué no estás de pie?» | 03:56    |  |
| 5.    | «Vuelve a mí»               | 03:54    |  |
| 6.    | «Huracán»                   | 04:47    |  |
| 7.    | «Juro al sol»               | 04:31    |  |
| 8.    | «Cada paso»                 | 03:47    |  |
| 9.    | «Ráptame del fin»           | 03:50    |  |
| 10.   | «Infinito amor»             | 05:14    |  |
| 11.   | «Pez demonio»               | 03:42    |  |
| 12.   | «El dragón y el gallo»      | 02:24    |  |
| 40:48 |                             |          |  |

- Todos los temas por Lucybell. Letras por Claudio Valenzuela.

| CD Comiendo + Fuego (Edición Especial) |                                    |          |  |
| N.º                                    | Título                             | Duración |  |
| 1.                                     | «Fe»                               | 03:22    |  |
| 2.                                     | «Eternidad»                        | 04:03    |  |
| 3.                                     | «A perderse»                       | 03:21    |  |
| 4.                                     | «¿Por qué no estás de pie?»        | 03:55    |  |
| 5.                                     | «Vuelve a mí»                      | 03:55    |  |
| 6.                                     | «Huracán»                          | 04:47    |  |
| 7.                                     | «Juro al sol»                      | 04:31    |  |
| 8.                                     | «Cada paso»                        | 03:47    |  |
| 9.                                     | «Ráptame del fin»                  | 03:50    |  |
| 10.                                    | «Infinito amor»                    | 05:15    |  |
| 11.                                    | «Pez demonio»                      | 03:42    |  |
| 12.                                    | «El dragón y el gallo»             | 02:25    |  |
| 13.                                    | «Eternidad» (Versión demo)         | 03:49    |  |
| 14.                                    | «Cuando respiro» (Versión en vivo) | 04:36    |  |
| 15.                                    | «Vuelve a mí» (Versión demo)       | 03:47    |  |
| 58:55                                  |                                    |          |  |

| Bonus DVD Comiendo + Fuego (Edición Especial) |                                                      |          |  |
| N.º                                           | Título                                               | Duración |  |
| 1.                                            | «Fé» (Video)                                         | 03:43    |  |
| 2.                                            | «Infinito amor» (Video)                              | 04:08    |  |
| 3.                                            | «A perderse» (Video)                                 | 03:24    |  |
| 4.                                            | «EPK Comiendo Fuego» (Video documental)              | 25:45    |  |
| 5.                                            | «Juro al sol» (Galería de fotos (En estudio))        | 04:31    |  |
| 6.                                            | «Pez demonio» (Galería de fotos (On tour))           | 03:43    |  |
| 7.                                            | «Huracán» (Galería de fotos (Sesiones))              | 04:47    |  |
| 8.                                            | «Tour de prensa» (Extras)                            | 09:28    |  |
| 9.                                            | «NYC» (Extras)                                       | 06:13    |  |
| 10.                                           | «Palacio de los Deportes, Ciudad de México» (Extras) | 05:43    |  |
| 11.                                           | «San Diego, CA» (Extras)                             | 04:21    |  |
| 75:46                                         |                                                      |          |  |

## Sencillos
| Año  | Canción           | Máxima posición |
| Año  | Canción           | CHI             |
| ---- | ----------------- | --------------- |
| 2006 | "Fé"              | 22              |
| 2006 | "Infinito Amor"   | 27              |
| 2007 | "A Perderse"      | 23              |
| 2007 | "Ráptame Del Fin" | 74              |

## Personal
- Claudio Valenzuela - Voz, guitarra, teclados.
- Eduardo Caces - bajo, guitarra rítmica.
- Cote Foncea - Batería.